# بانی گرل سنپای
راسکال خواب دختر خرگوشی سنپای را نمی‌بیند (به انگلیسی: Rascal Does Not Dream of Bunny Girl Senpai) که تحت نام خلاصه‌شده بانی گرل سنپای نیز شناخته می‌شود؛ مجموعه لایت ناول ژاپنی نوشته هاجیمه کاموشیدا و تصویرگری کیجی میزوگوچی است. پانزده جلد لایت ناول توسط شرکت اسکی مدیا ورکس از آوریل ۲۰۱۴ تا اکتبر ۲۰۲۴ در دنگه‌کی بونکو منتشر شده است.
همچنین مانگا اقتباس شده از این عنوان از دسامبر ۲۰۱۵ نیز منتشر شده است. یک مجموعه تلویزیونی انیمه اقتباس شده از پنج جلد اول توسط استودیوی کلوورورکس از اکتبر تا دسامبر ۲۰۱۸ نیز پخش شده است. همچنین یک فیلم انیمه اقتباسی که ادامه داستان از جلد شش و هفت است با نام راسکال خواب یک دختر خیالی را نمی‌بیند در ژوئن ۲۰۱۹ در سینما به نمایش درآمد. راسکال خواب یک خواهر بیرون‌رفته را نمی‌بیند، دومین فیلم اقتباسی از جلد هشتم، در ژوئن ۲۰۲۳ نمایش داده شد. و راسکال خواب یک بچه کوله‌پشتی را نمی‌بیند، سومین فیلم اقتباسی از جلد نهم، در دسامبر ۲۰۲۳ به نمایش درآمد.

## داستان
ساکوتا آزوساگاوا با یک بازیگر جوان به نام مای ساکوراجیما آشنا می‌شود و او را در لباس پلی‌بوی بانی، در حال پرسه زدن در کتابخانه می‌بیند ولی هر کاری که می‌کند، مورد توجه دیگران قرار نمی‌گیرد. حتی در زمانی که مای لباس معمولی پوشیده و از زندگی مشهور خود دور شده، باز هم دیگران او را نمی‌بینند و ساکوتا تنها کسی است که می‌تواند او را ببیند. ساکوتا این پدیده را سندرم بلوغ می‌نامد و تصمیم می‌گیرد این معما را حل کند و در عین نزدیک شدن به مای، او با دختران دیگری که از «سندرم بلوغ» رنج می‌برند نیز آشنا می‌شود.